# Swansea (hrabstwo)
Swansea (wal. Abertawe; oficjalnie City and County of Swansea, wal. Sir a Dinas Abertawe) – hrabstwo w południowej Walii (Wielka Brytania), obejmujące miasto Swansea, będące jego siedzibą administracyjną, oraz okolice – półwysep Gower na zachodzie, dolinę rzeki Loughor na północnym zachodzie oraz pogórze na skraju pasma górskiego Black Mountain na północy.
Powierzchnia hrabstwa wynosi 378 km², a liczba ludności 239 023 (2011). Około 3/4 ludności hrabstwa mieszka w obrębie aglomeracji Swansea.
Hrabstwo utworzone zostało w wyniku reformy administracyjnej w 1996 roku. Swansea w całości znajduje się w granicach historycznego hrabstwa Glamorgan.

## Miejscowości
Na terenie hrabstwa znajdują się następujące miejscowości (w nawiasach liczba ludności w 2011):

- Swansea (179 485)
- Gorseinon (15 757)
- Pontarddulais (9073)
- Gowerton (8183)
- Loughor (4824)
- Murton (3500)
- Southgate (2004)
- Pen-clawdd (1935)
- Pontlliw (1645)
- Three Crosses (1583)
- Upper Killay (1331)
- Grovesend (1131)
- Crofty (1012)
- Tircoed (884)
- Craig-cefn-parc (874)
- Glais (838)
- Llanrhidian (512)
- Reynoldston (439)
- Llanmadoc (365)
- Rhossili (278)
- Port-Eynon (226)